# 2001年1月逝世人物列表
2001年逝世人物列表：1月 - 2月 - 3月 - 4月 - 5月 - 6月 - 7月 - 8月 - 9月 - 10月 - 11月 - 12月
2001年1月逝世人物列表，是用於匯總2001年1月期間逝世人物的列表。

## 依日期排序

### 1日
- 瑪德琳·巴布利，90歲，法國女演員。
- 邁克爾·漢利爵士，82歲，英國情報官員，軍情五處總幹事。[1]
- 法比揚·索瓦戈維奇，68歲，克羅地亞演員兼作家。
- 約翰·斯特德曼，73歲，美國體育記者。[2]
- 赫里貝托·烏蘭，46歲，哥倫比亞賽車手。[3]
- 雷·沃爾斯頓，86歲，美國演員，艾美獎得主（1995年、1996年）。[4]

### 2日
- 尤爾特·貝爾爵士，76歲，北愛爾蘭橄欖球運動員和公務員。[5]
- 喬治·卡曼，71歲，英國律師[6]
- 威廉·P·罗杰斯，87歲，美國政治家、外交官和律師[7]
- 艾莉森·德維爾，73歲，英國動畫師、導演。[8]
- 吉米·贊博，42歲，匈牙利流行歌手，意外中槍身亡。

### 3日
- 喬治·H·布朗，87歲，英國電影製片人。
- 張光直，69歲，台裔美國考古學家、漢學家[9]
- 傑克·弗萊明，77歲，美國體育播音員。[10]
- 功夫，49歲，墨西哥摔跤手
- 馬蒂·格里克曼，83歲，美國廣播電台播音員。[11]
- 約翰·F·海斯，85歲，美國政治家。[12]
- 蘇西拉·納亞爾，86歲，印度政治家和醫生。

### 4日
- 亞歷山德拉·阿德勒，99歲，奧地利神經學家，精神分析學家阿尔弗雷德·阿德勒的女兒。[13]
- 萊斯·布朗，88歲，美國搖擺樂隊領隊，死於肺癌。[14]
- 皮埃爾·萊裡斯，93歲，法語翻譯。[15]
- 塔德烏什·奧萊霍夫斯基，74歲，波蘭共產主義政治家和外交官。
- 約翰·羅登，82歲，美國雕塑家。[16]
- 佩里·施瓦茨，85歲，美國橄欖球運動員。[17]
- 鮑勃·斯奈德，87歲，美國橄欖球運動員和教練。[18]
- 安德烈·蒂里昂，93歲，法國作家和政治活動家。[19]
- 維拉尼奧一世，50歲，墨西哥職業摔跤手

### 5日
- 伊丽莎白·安斯康姆（英語：Elizabeth Anscombe），81岁，英国分析哲学家。[20]
- 米蘭赫拉夫薩，49歲，捷克歌曲作者和低音吉他手（宇宙塑料人），死於肺癌。[21]
- 拉吉·庫瑪律·梅赫拉，82歲，印度自行車賽車手和奧運會選手。[22]
- 南希·帕森斯，58歲，美國女演員（Porky's），死於充血性心力衰竭。[23]
- 詹姆斯·菲里，32歲，贊比亞足球運動員，死於癌症。[24]
- 傑夫維戈，82歲，澳大利亞政治家。

### 6日
- 維克多·布勞恩，65歲，加拿大男中音，Shy-Drager ，死於多系統萎縮症。[25]
- 娜傑日達·格裡戈裡耶夫娜·格列科娃，90歲，蘇聯/白俄羅斯政治家。
- 洛弗爾-戴維斯男爵彼得·洛弗爾-戴維斯，76歲，英國出版商和政治家。[26]
- 斯科特·馬洛，68歲，美國演員[27]
- 湯姆·波霍爾斯基，71歲，美國棒球運動員。[28]
- 鮑勃·普拉特，88歲，澳式足球運動員。
- 托特·普萊斯內爾，94歲，美國棒球運動員。[29]
- 普雷塔普·拉達基順，66歲，蘇里南政治家。

### 7日
- 詹姆斯·卡爾，58歲，美國節奏藍調歌手，死於肺癌。[30]
- 耶諾·薩克納迪，76歲，匈牙利足球經理。[31]
- 肯·達雷特，52歲，美國籃球運動員。[32]
- 奎因·埃珀利，87歲，美國賽車製造商。
- 查理斯·赫盧，87歲，黎巴嫩政治家、總統（1964-1970 年），心臟病發作而死。[33]
- 弗蘭季謝克·哈耶克，85歲，捷克斯洛伐克奧林匹克籃球運動員（1936 年夏季奧運會男子籃球）。[34]
- 約翰·范德庫肯，62歲，荷蘭紀錄片製片人、作家和攝影師。[35]
- 約瑟夫·L·梅爾尼克，86歲，美國流行病學家和病毒學家。[36]
- 洛厄爾·佩里，69歲，美國橄欖球運動員和教練、商人和廣播員。[37]

### 8日
- 菲力浦·A·巴克，80歲，英國考古學家。
- 唐·布羅迪，96歲，美國演員和導演。
- 埃德溫·埃瑟靈頓，76歲，美國作家、律師、民權宣導者、美國證券交易所總裁。[38]
- 阿爾弗雷德·諾依曼，91歲，東德政治家。
- 內斯托·斯科塔，52歲，阿根廷足球前鋒，死於車禍。
- 凱薩琳·斯托爾，87歲，英國兒童作家，自殺身亡。[39]
- 保羅·溫特頓，92歲，英國記者和犯罪小說家。[40]

### 9日
- 保羅·范登·博伊南茨，81歲，比利時政治家、首相（1978-1979 年），死於肺炎。[41]
- 彼得·杜特曼，77歲，二戰德國空軍王牌飛行員。
- 裘蒂思·特裡姆，57歲，英國工作室波特，死於乳腺癌。
- 卡羅爾·沃格斯，75歲，荷蘭插畫家和漫畫家。[42]

### 10日
- 內卡蒂·庫馬利，79歲，土耳其作家和詩人，肝癌。[43]
- 約翰·迪特列夫-西蒙森，102歲，挪威水手、奧運會銀牌得主。[44]
- 段荫明，92歲，中國羅馬天主教主教。
- 布萊恩·格雷戈里，49歲，美國搖滾音樂家，心力衰竭而死。
- G·拉克什馬南，76歲，印度政治家。
- 雅克·馬林，81歲，法國演員，心臟病發作而死。[45]
- 約翰·施密茨，70歲，美國政治家，死於前列腺癌。[46]
- 穆罕默德·伊本·烏賽明，75歲，沙特薩拉菲派學者。
- 埃斯特班·維森特，97歲，美國畫家。[47]

### 11日
- 萬達·吉恩·艾倫，41歲，美國被定罪的殺人犯，被注射死刑。
- 肯·布朗，55歲，美國職業橄欖球運動員（克利夫蘭布朗隊：1970-1975 年）。[48]
- 埃米利奧·福里斯科特，96歲，西班牙電影攝影師。[49]
- 傑拉爾德·格拉茨邁爾，32歲，奧地利足球運動員，死於交通事故。[50]
- 奧利弗·格尼，89歲，英國亞述學家。[51]
- 詹姆斯·希爾，84歲，美國電影製片人和編劇。
- 多蘿西·M·霍斯特曼，89歲，美國流行病學家、病毒學家和兒科醫生，死於阿爾茨海默病。[52]
- 阿爾瓦羅·喬丹，39歲，哥倫比亞網球運動員，死於嚴重休克。[53]
- 路易斯·克拉格斯，51歲，德國賽車手和商人，自殺身亡。
- 丹尼斯·拉斯敦，86歲，英國建築師。[54]
- 伊格納西·馬喬夫斯基，80歲，波蘭演員。[55]
- 克勞德·V·帕利斯卡，79歲，美國音樂學家。[56]
- 維克多·皮卡德，97歲，加拿大田徑運動員和奧運會選手。[57]
- 俄羅斯公主薇拉·康斯坦丁諾芙娜，94歲，俄羅斯貴族女性和君主主義者。
- 洛娜·塞奇，57歲，英國文學評論家、作家，死於肺氣腫。[58]
- 邁克爾·威廉姆斯，65歲，英國演員，死於肺癌。[59]

### 12日
- 吉安·路易吉·博內利，92歲，意大利漫畫作家和出版商。[60]
- 路易士·邦法，78歲，巴西吉他手兼作曲家，死於前列腺癌。[61]
- 約瑟夫·切爾馬克，68歲，匈牙利鏈球運動員和奧運會冠軍。[62]
- 阿德馬爾·達席爾瓦，73歲，巴西三級跳遠運動員、奧運會冠軍。[63]
- 威廉·雷丁頓·休利特，87歲，美國惠普公司聯合創始人，心力衰竭而死。[64]
- 馬里亞諾·胡亞里斯蒂，96歲，西班牙 巴斯克迴力球運動員。
- 弗拉基米爾·塞米查斯特尼，76歲，蘇聯政治家，死於中風。
- 伊麗莎白·休厄爾，81歲，英美評論家、詩人和小說家。[65]
- 伊布努·蘇托沃，86歲，印度尼西亞軍官、政治家和商人。
- 查爾斯·馬爾科姆·沃特金斯，89歲，美國歷史學家、考古學家和策展人。[66]

### 13日
- 邁克爾·庫喬內，16歲，加拿大演員和音樂家，呼吸衰竭而死。[67]
- 比爾·弗雷澤，76歲，新西蘭政治家。[68]
- 斯坦·弗里曼，80歲，美國音樂家，死於肺氣腫。[69]
- 阿曼多·德·奧索里奧·羅德里格斯，82歲，西班牙電影導演。

### 14日
- 路易吉·布羅格裡奧，89歲，意大利航空航天工程師。
- 吉姆·科爾曼，89歲，加拿大體育記者和作家。
- 丹尼斯·菲茨杰拉德，64歲，美國自由式摔跤手、橄欖球運動員和教練。[70]
- 布克哈德·海姆，75歲，德國理論物理學家。
- 喬治·麥凱布，78歲，英國足球裁判。
- 科斯塔斯·里戈普洛斯，70歲，希臘演員，死於中風。[71]
- 維克·威爾遜，69歲，英國賽車手，死於交通事故。
- 喬·扎普斯塔斯，93歲，拉脫維亞裔美國棒球運動員。[72]

### 15日
- 張國英，中華民國陸軍二級上將，歷任國防部副部長、退輔會主委。
- 亞歷克斯·布利諾，68歲，南非賽車手和車隊老闆，死於國內事故。
- 鮑勃·布勞恩，71歲，美國當地電視名人和演員（《虎膽龍威 2》、《捍衛你的生命》）。[73]
- 伯特·科羅納，82歲，美國勞工和民權領袖。[74]
- 大衛·拉普斯利，76歲，蘇格蘭足球運動員。
- 特德·曼，84歲，美國商人（曼劇院）和電影製片人（布魯貝克·克魯爾）。[75]
- 利奧·馬克斯，80歲，英國二戰密碼學家，死於癌症。[76]
- 瑪吉特·納吉-桑多爾，79歲，匈牙利體操運動員、奧運會銀牌得主。[77]
- 凱亞·塞壬，80歲，芬蘭建築師。[78]
- 里亞茲·烏丁，58歲，巴基斯坦曲棍球運動員和奧運會冠軍。[79]

### 16日
- 洛朗-德西雷·卡比拉，61歲，剛果政治家兼總統，中槍而死。[80]
- 理查德·麥克尼什，82歲，美國考古學家。[81]
- 梅爾文·麥奎德，89歲，加拿大政治家。[82]
- 佛吉尼亞·奧布萊恩，81歲，美國女演員[83]
- 萬達·畢蘇斯卡，82歲，波蘭精神病學家。
- 吉滕德拉·普拉薩達，62歲，印度政治家、印度國大黨副主席，死於腦溢血。
- 易卜拉欣·沙姆斯，84歲，埃及舉重運動員、奧運會冠軍。[84]
- 儒勒·维耶曼，80歲，法國哲學家。[85]
- 奧貝隆·沃，61歲，英國記者兼作家，心力衰竭而死。[86]
- 倫納德·伍德科克，89歲，美國工會會員和外交官（美國駐中華人民共和國大使）。[87]

### 17日
- 格雷戈里·科索，70歲，美國詩人（垮掉的一代），死於前列腺癌。[88]
- 霍梅羅·卡佩納，90歲，阿根廷電影演員。
- 約翰·B·海耶斯，76歲，美國海岸警衛隊海軍上將，死於交通事故。
- 湯姆·基爾伯恩，79歲，英國計算機科學家。[89]
- 謝爾蓋·克雷格，86歲，南斯拉夫政治家、斯洛文尼亞總統。
- 羅伯特·魯賓遜，70歲，英國演員（《塔格特》、《破浪》、《神秘博士》），心力衰竭而死。
- 里托·羅梅羅，73歲，墨西哥職業摔跤手，心臟病發作而死。
- 若葉山貞雄，78歲，日本相撲運動員，死於腦血栓。
- 諾里斯·特尼，79歲，美國爵士長笛演奏家和薩克斯管演奏家，死於腎衰竭。[90]
- 西格德·維斯塔德，93歲，挪威越野滑雪運動員和奧運會選手。[91]

### 18日
- 莫迪凱·吉特勒，85歲，美國東正教拉比。
- 彼得·海格，75歲，英國BBC 電視台播音員。
- 阿都拉欣伊沙，75歲，新加坡政治家和記者。
- 莫里斯·拉皮德斯，98歲，俄裔美國建築師，心力衰竭而死。[92]
- 埃瓦爾德·馬爾，85歲，愛沙尼亞籃球運動員和奧運會選手。[93]
- 普倫蒂斯男爵雷格·普倫蒂斯，77歲，英國政治家和政府部長。[94]
- 伊姆雷·辛科維茨，72歲，匈牙利演員。[95]
- 鮑里斯·斯坦寧，66歲，蘇聯速滑運動員和速滑教練。[96]
- 阿爾·瓦克斯曼，65歲，加拿大演員[97]

### 19日
- 約翰尼·巴比奇，87歲，美國棒球運動員。[98]
- 阿爾貝托·加拉多，60歲，秘魯足球運動員和經理。[99]
- 瑪克辛·梅辛格 ，75歲，美國《休斯頓紀事報》專欄作家，死於多發性硬化症並發症。[100]
- 保羅·奧勒姆，82歲，美國數學家。[101]
- 哈里·奧斯特，77歲，美國民俗學家、音樂學家。[102]
- 穆巴拉克·沙阿，70歲，巴基斯坦長跑運動員和奧運會選手。[103]
- 古斯塔夫·蒂邦，97歲，法國哲學家、作家。[104]

### 20日
- 倫諾格·阿爾滕，90歲，挪威女演員兼舞台指導。
- 尼科·阿蘇姆普桑，46歲，巴西貝斯手，死於癌症。
- 埃迪·多諾萬，78歲，美國職業籃球教練兼高管（紐約尼克斯隊）。[105]
- 貝弗利·派克·約翰遜，96歲，美國聲樂教師、女高音、鋼琴家。[106]
- 克里斯平·納什-威廉姆斯，68歲，英國數學家。

### 21日
- 薩西達蘭·阿拉圖瓦吉，45歲，印度劇作家和編劇，死於肝硬化。
- 桑迪·巴倫，64歲，美國單口喜劇演員、演員和詞曲作者，死於肺氣腫。[107]
- 皮爾·喬治·卡佐拉，63歲，意大利短跑運動員和奧運會選手。[108]
- 拜倫·德拉·貝克威斯，80歲，美國白人至上主義者和三K黨成員，死於心血管疾病。[109][110]
- 約瑟夫·奧康納，84歲，愛爾蘭演員和劇作家。[111]
- 里卡多·卡斯特羅·里奧斯，80歲，西班牙裔阿根廷電影演員。
- 內扎德·韋拉舍維奇，45歲，南斯拉夫和波斯尼亞足球經理兼球員，死於心臟病。

### 22日
- 湯米·阿吉，58歲，美國棒球運動員，心臟病發作而死。[112]
- 托馬斯·安哈瓦，73歲，芬蘭作家。
- 羅伊·布朗，68歲，美國電視名人、木偶師和小丑[113]
- 安妮·伯恩斯，85歲，英國航空工程師和滑翔機飛行員。
- 阿利斯泰爾·格蘭特，63歲，英國商人。[114]

### 23日
- 奧馬爾·穆斯塔法·蒙塔西爾，62歲，利比亞政治家、總理。
- 小阿爾伯特·大衛·鮑姆哈特，92歲，美國政治家。
- 弗拉基米爾·別利亞耶夫，67歲，蘇聯足球運動員。
- 克萊頓·弗里奇，96歲，美國記者。[115]
- 海因茨·霍普夫，66歲，瑞典演員，死於喉癌。
- 盧利維，72歲，美國爵士鋼琴家，心臟病發作而死。[116]
- 傑克·麥克杜夫，74歲，美國爵士風琴家，心力衰竭而死。[117]
- 內德科·內德夫，80歲，保加利亞足球運動員。
- 弗雷德·雷，80歲，美國漫畫家（《超人》、《戰斧》）。
- 米凱爾·松德斯特倫，43歲，芬蘭拉力賽車手。
- 梅逸，62歲，香港武術家、畫家、作家。

### 24日
- 史蒂夫·道登，71歲，美國橄欖球運動員（貝勒大學、綠灣包裝工隊）。[118]
- 弗蘭斯·鮑威爾斯，82歲，荷蘭自行車賽車手。[119]
- 萊夫·蒂博，78歲，丹麥管風琴家和作曲家。
- 奧斯曼·圖爾凱，73歲，土族塞人詩人。
- 迪克·惠廷希爾，87歲，美國影視演員、電台DJ。

### 25日
- 艾麗絲·安布羅斯，94歲，美國哲學家、邏輯學家、作家。[120]
- 約翰·T·比格斯，76歲，美國壁畫家。[121]
- 亞歷山大·丘達科夫，79歲，蘇聯和俄羅斯物理學家。
- 阿什拉夫·法赫米，64歲，埃及電影導演。
- 維賈亞·拉傑·辛迪亞，81歲，印度政治家。
- 瑪格麗特·斯克里文，88歲，英國網球運動員。
- 蓋伊·特雷揚，79歲，法國演員。[122]
- 戴爾·萊特，86歲，加拿大裔美國兒童作家、模特和攝影師，死於呼吸衰竭。[123]

### 26日
- 董建华，82岁，中医内科学专家，中国工程院院士。[124]
- 默里·埃德爾曼，81歲，美國政治學家。[125]
- 艾爾·麥奎爾，74歲，美國大學籃球教練（馬凱特大學）兼電視評論員，死於白血病。[126]
- 瓦倫蒂諾·奧爾西尼，74歲，意大利電影導演。[127]
- 法努拉·帕帕佐格魯，83歲，南斯拉夫和塞爾維亞古典學者、金石學家。

### 27日
- 比利時王后瑪麗·何塞，94歲，意大利王室成員，也是意大利最後一位王后，死於肺癌。[128]
- 佩德羅·卡拉斯科，57歲，西班牙拳擊手，心臟病發作而死。[129]
- 湯米·路德，92歲，美國賽馬騎師。
- 安德列·普雷沃斯特，66歲，加拿大音樂作曲家和講師（加拿大勳章）。[130]
- 羅伯特·亞歷山大·蘭金，85歲，蘇格蘭數學家。
- 卡尔·斯特朗，93歲，美國水球運動員。[131]

### 28日
- 林佐瀚，香港電視節目主持人，並曾主持無綫電視節目《每日一字》。
- 柯特·布萊法里，57歲，美國棒球運動員，患有胰腺炎。[132]
- 艾爾·菲奧倫蒂諾，83歲，美國職業橄欖球運動員（華盛頓紅皮隊、波士頓洋基隊）。[133]
- 艾倫·哈默，79歲，美國歷史學家。[134]
- 斯蒂芬·馬爾科姆，30歲，牙買加國際足球運動員，死於車禍。[135]
- 莎莉·曼斯菲爾德，77歲，美國女演員[136]
- 蘭科·馬林科維奇，87歲，克羅地亞小說家和劇作家。[137]
- 蒂科迪揚，84歲，印度劇作家、小說家和作詞家。

### 29日
- 弗朗西絲·比布爾，82歲，美國歌劇女中音（紐約市歌劇院）。[138]
- 朱莉婭·博德默，66歲，英國遺傳學家。[139]
- 埃德蒙·富勒，86歲，美國教育家、小說家、歷史學家、文學評論家。[140]
- 巴勃羅·埃爾南，23歲，阿根廷足球運動員，遭遇交通事故。
- 托馬斯·C·李三世，93歲，美國壁畫家、插畫家、小說家和歷史學家。[141]
- 皮埃爾·羅什，81歲，法裔加拿大鋼琴家、歌手和作曲家。[142]
- 尼尼安·斯馬特，73歲，蘇格蘭宗教學者。[143]
- 馬克斯·韋勒，90歲，奧地利畫家。

### 30日
- 讓-皮埃爾·奧蒙，90歲，法國演員，心臟病發作而死。[144]
- 讓·庫爾斯頓，66歲，新西蘭板球運動員。[145]
- 埃德蒙·費廷，73歲，波蘭電影和戲劇演員兼歌手。[146]
- 大衛·亨內克，94歲，英國作曲家和作詞家[147]
- 喬布·迪恩·傑索普，74歲，美國純種賽馬騎師。
- 約翰尼·約翰遜，85歲，英國二戰王牌戰鬥機。[148]
- O. 溫斯頓·林克，86歲，美國攝影師。[149]
- 魯道夫·莫拉萊斯，75歲，墨西哥畫家，死於胰腺癌。[150]
- 米歇爾·馬塞爾·納瓦拉蒂爾，92歲，法國哲學教授。
- 約翰·普雷布爾，85歲，英國記者和歷史學家。[151]
- 約瑟夫·蘭索霍夫，85歲，美國神經外科醫生。[152]
- 哈特穆特·雷克，68歲，德國電視和電影演員。
- 約翰·泰勒，86歲，英國聖公會主教。[153]

### 31日
- 雷納特·布雷姆，90歲，比利時建築師和城市規劃師。[154]
- 戈登·R·迪克森，77歲，美國科幻小說作家，哮喘病患者。[155]
- 阿爾賓·尼亞莫亞，76歲，布隆迪政治家、總理。[156]
- 海因茨·斯塔克，89歲，德國政治家。[157]